# Groupe D du Championnat d'Europe masculin de basket-ball 2022
Le Groupe D du Championnat d'Europe masculin de basket-ball 2022 était composé de la Tchéquie, la Serbie, la Pologne, la Finlande, Israël et les Pays-Bas. Les matchs se sont déroulés du 2 au 8 septembre 2022 dans la O2 Arena à Prague, en Tchéquie. Les quatre meilleures équipes se sont qualifiées pour la phase à élimination directe.

## Équipes
| Équipe   | Moyen de qualification     | Date de qualification | Apparition | Dernière apparition | Meilleure performance       | Classement mondial | Classement mondial |
| Équipe   | Moyen de qualification     | Date de qualification | Apparition | Dernière apparition | Meilleure performance       | Mars 2021          | Septembre 2022     |
| -------- | -------------------------- | --------------------- | ---------- | ------------------- | --------------------------- | ------------------ | ------------------ |
| Tchéquie | Pays hôte                  | 15 juillet 2019       | 6e         | 2017                | 7e place (2015)             | 12                 | 12                 |
| Finlande | Les 3 premiers du Groupe E | 19 février 2021       | 17e        | 2017                | 6e place (1967)             | 32                 | 35                 |
| Israël   | Les 3 premiers du Groupe A | 30 novembre 2020      | 30e        | 2017                | Vice-champions (1979)       | 39                 | 42                 |
| Pays-Bas | Les 3 premiers du Groupe D | 20 février 2021       | 16e        | 2015                | 4e place (1983)             | 44                 | 47                 |
| Pologne  | Les 3 premiers du Groupe A | 19 février 2021       | 29e        | 2017                | Vice-champions (1963)       | 13                 | 13                 |
| Serbie   | Les 3 premiers du Groupe E | 19 février 2021       | 7e         | 2017                | Vice-champions (2009, 2017) | 5                  | 6                  |

Notes:
1. ↑  Les classements de mars 2021 ont été utilisés pour le tirage au sort final.

## Classement
| Rang | Équipe     | J | V | P | PP  | PC  | Diff | Pts |
| ---- | ---------- | - | - | - | --- | --- | ---- | --- |
| 1    | Serbie     | 5 | 5 | 0 | 466 | 361 | +105 | 10  |
| 2    | Finlande   | 5 | 3 | 2 | 432 | 403 | +29  | 8   |
| 3    | Pologne    | 5 | 3 | 2 | 387 | 414 | -27  | 8   |
| 4    | Tchéquie H | 5 | 2 | 3 | 416 | 435 | -19  | 7   |
| 5    | Israël     | 5 | 2 | 3 | 394 | 416 | -22  | 7   |
| 6    | Pays-Bas   | 5 | 0 | 5 | 359 | 425 | -66  | 5   |

Source: FIBA
En cas d'égalité de points de plusieurs équipes à l'issue des matchs de poule, les critères suivants sont appliqués dans l'ordre indiqué pour établir leur classement:
1. Points de chaque équipe,
2. Face-à-face,
3. Différence de points,
4. Points pour.

Notes:
1. 1 2  Pologne 59 - 89 Finlande
2. 1 2  Tchéquie 88 - 77 Israël

## Matchs
Toutes les heures correspondent à l'Heure d'été d'Europe centrale (UTC+2).

### Finlande - Israël
| 2 septembre 2022 14h00 | Rapport | Finlande                                                      | 87-89                               | Israël                                     | OT | O2 Arena, Prague Affluence : 5 298 Arbitres : Péter Praksch Ademir Zurapović Ventsislav Velikov |
| 2 septembre 2022 14h00 | Rapport | Score par quart-temps : 27-16, 13-24, 18-21, 21-18, OT : 8-10 |                                     |                                            | OT | O2 Arena, Prague Affluence : 5 298 Arbitres : Péter Praksch Ademir Zurapović Ventsislav Velikov |
| 2 septembre 2022 14h00 | Rapport | Score par mi-temps : 40-40, 39-39                             |                                     |                                            | OT | O2 Arena, Prague Affluence : 5 298 Arbitres : Péter Praksch Ademir Zurapović Ventsislav Velikov |
| 2 septembre 2022 14h00 | Rapport | Markkanen, 33 Markkanen, 12 Kantonen, 4 Markkanen, 33         | Points Rebonds Passes d. Évaluation | Avdija, 23 Avdija, 15 Blatt, 10 Avdija, 31 | OT | O2 Arena, Prague Affluence : 5 298 Arbitres : Péter Praksch Ademir Zurapović Ventsislav Velikov |

### Tchéquie - Pologne
| 2 septembre 2022 17h30 | Rapport | Tchéquie                                           | 84-99                               | Pologne                                           |  | O2 Arena, Prague Affluence : 10 992 Arbitres : Fernando Calatrava Antonio Conde Boris Krejić |
| 2 septembre 2022 17h30 | Rapport | Score par quart-temps : 18-29, 28-17, 17-23, 21-30 |                                     |                                                   |  | O2 Arena, Prague Affluence : 10 992 Arbitres : Fernando Calatrava Antonio Conde Boris Krejić |
| 2 septembre 2022 17h30 | Rapport | Score par mi-temps : 46-46, 38-53                  |                                     |                                                   |  | O2 Arena, Prague Affluence : 10 992 Arbitres : Fernando Calatrava Antonio Conde Boris Krejić |
| 2 septembre 2022 17h30 | Rapport | Veselý, 17 Balvín, 5 Satoranský, 6 Peterka, 14     | Points Rebonds Passes d. Évaluation | Ponitka, 26 Balcerowski, 7 Ponitka, 9 Ponitka, 26 |  | O2 Arena, Prague Affluence : 10 992 Arbitres : Fernando Calatrava Antonio Conde Boris Krejić |

### Serbie - Pays-Bas
| 2 septembre 2022 21h00 | Rapport | Serbie                                             | 100-76                              | Pays-Bas                                                     |  | O2 Arena, Prague Affluence : 4 808 Arbitres : Gvidas Gedvilas Kerem Baki Yener Yılmaz |
| 2 septembre 2022 21h00 | Rapport | Score par quart-temps : 31-21, 20-17, 24-23, 25-15 |                                     |                                                              |  | O2 Arena, Prague Affluence : 4 808 Arbitres : Gvidas Gedvilas Kerem Baki Yener Yılmaz |
| 2 septembre 2022 21h00 | Rapport | Score par mi-temps : 51-38, 49-38                  |                                     |                                                              |  | O2 Arena, Prague Affluence : 4 808 Arbitres : Gvidas Gedvilas Kerem Baki Yener Yılmaz |
| 2 septembre 2022 21h00 | Rapport | Jokić, 19 Jokić, 6 Micić, 12 Jokić, 24             | Points Rebonds Passes d. Évaluation | De Jong, 28 Haarms, 6 Van der Vuurst de Vries, 4 De Jong, 27 |  | O2 Arena, Prague Affluence : 4 808 Arbitres : Gvidas Gedvilas Kerem Baki Yener Yılmaz |

### Pologne - Finlande
| 3 septembre 2022 14h00 | Rapport | Pologne                                            | 59-89                               | Finlande                                  |  | O2 Arena, Prague Affluence : 8 832 Arbitres : Boris Krejić Gvidas Gedvilas Ademir Zurapović |
| 3 septembre 2022 14h00 | Rapport | Score par quart-temps : 16-26, 14-18, 14-20, 15-25 |                                     |                                           |  | O2 Arena, Prague Affluence : 8 832 Arbitres : Boris Krejić Gvidas Gedvilas Ademir Zurapović |
| 3 septembre 2022 14h00 | Rapport | Score par mi-temps : 30-44, 29-45                  |                                     |                                           |  | O2 Arena, Prague Affluence : 8 832 Arbitres : Boris Krejić Gvidas Gedvilas Ademir Zurapović |
| 3 septembre 2022 14h00 | Rapport | Sokołowski, 8 Dziewa, 6 Ponitka, 5 Sokołowski, 10  | Points Rebonds Passes d. Évaluation | Salin, 18 Markkanen, 5 Salin, 6 Salin, 22 |  | O2 Arena, Prague Affluence : 8 832 Arbitres : Boris Krejić Gvidas Gedvilas Ademir Zurapović |

### Tchéquie - Serbie
| 3 septembre 2022 17h30 | Rapport | Tchéquie                                           | 68-81                               | Serbie                                 |  | O2 Arena, Prague Affluence : 15 067 Arbitres : Fernando Calatrava Antonio Conde Kerem Baki |
| 3 septembre 2022 17h30 | Rapport | Score par quart-temps : 15-20, 10-23, 24-17, 19-21 |                                     |                                        |  | O2 Arena, Prague Affluence : 15 067 Arbitres : Fernando Calatrava Antonio Conde Kerem Baki |
| 3 septembre 2022 17h30 | Rapport | Score par mi-temps : 25-43, 43-38                  |                                     |                                        |  | O2 Arena, Prague Affluence : 15 067 Arbitres : Fernando Calatrava Antonio Conde Kerem Baki |
| 3 septembre 2022 17h30 | Rapport | Krejčí, 13 Balvín, 9 Sehnal, 7 Balvín, 14          | Points Rebonds Passes d. Évaluation | Jokić, 18 Jokić, 11 Micić, 6 Jokić, 30 |  | O2 Arena, Prague Affluence : 15 067 Arbitres : Fernando Calatrava Antonio Conde Kerem Baki |

### Israël - Pays-Bas
| 3 septembre 2022 21h00 | Rapport | Israël                                             | 74-67                               | Pays-Bas                                                       |  | O2 Arena, Prague Affluence : 3 114 Arbitres : Alexandre Deman Yener Yılmaz Péter Praksch |
| 3 septembre 2022 21h00 | Rapport | Score par quart-temps : 18-18, 14-22, 18-11, 24-16 |                                     |                                                                |  | O2 Arena, Prague Affluence : 3 114 Arbitres : Alexandre Deman Yener Yılmaz Péter Praksch |
| 3 septembre 2022 21h00 | Rapport | Score par mi-temps : 32-40, 42-27                  |                                     |                                                                |  | O2 Arena, Prague Affluence : 3 114 Arbitres : Alexandre Deman Yener Yılmaz Péter Praksch |
| 3 septembre 2022 21h00 | Rapport | Avdija, 21 Sorkin, 6 Blatt, 4 Avdija, 19           | Points Rebonds Passes d. Évaluation | De Jong, 12 Kherazzi, 6 Van der Vuurst de Vries, 5 De Jong, 14 |  | O2 Arena, Prague Affluence : 3 114 Arbitres : Alexandre Deman Yener Yılmaz Péter Praksch |

### Pologne - Israël
| 5 septembre 2022 14h00 | Rapport | Pologne                                            | 85-76                               | Israël                                   |  | O2 Arena, Prague Affluence : 2 159 Arbitres : Antonio Conde Alexandre Deman Kerem Baki |
| 5 septembre 2022 14h00 | Rapport | Score par quart-temps : 23-16, 16-17, 29-23, 17-20 |                                     |                                          |  | O2 Arena, Prague Affluence : 2 159 Arbitres : Antonio Conde Alexandre Deman Kerem Baki |
| 5 septembre 2022 14h00 | Rapport | Score par mi-temps : 39-33, 46-43                  |                                     |                                          |  | O2 Arena, Prague Affluence : 2 159 Arbitres : Antonio Conde Alexandre Deman Kerem Baki |
| 5 septembre 2022 14h00 | Rapport | Slaughter, 24 Ponitka, 9 Ponitka, 7 Slaughter, 25  | Points Rebonds Passes d. Évaluation | Zoosman, 18 Avdija, 8 Ginat, 6 Madar, 20 |  | O2 Arena, Prague Affluence : 2 159 Arbitres : Antonio Conde Alexandre Deman Kerem Baki |

### Tchéquie - Pays-Bas
| 5 septembre 2022 17h30 | Rapport | Tchéquie                                           | 88-80                               | Pays-Bas                                    |  | O2 Arena, Prague Affluence : 8 063 Arbitres : Boris Krejić Gintaras Maciulis Ademir Zurapović |
| 5 septembre 2022 17h30 | Rapport | Score par quart-temps : 24-14, 26-13, 16-30, 22-23 |                                     |                                             |  | O2 Arena, Prague Affluence : 8 063 Arbitres : Boris Krejić Gintaras Maciulis Ademir Zurapović |
| 5 septembre 2022 17h30 | Rapport | Score par mi-temps : 50-27, 38-53                  |                                     |                                             |  | O2 Arena, Prague Affluence : 8 063 Arbitres : Boris Krejić Gintaras Maciulis Ademir Zurapović |
| 5 septembre 2022 17h30 | Rapport | Veselý, 24 Veselý, 7 Kyzlink, 9 Veselý, 31         | Points Rebonds Passes d. Évaluation | Franke, 22 Edwards, 9 Franke, 5 Edwards, 23 |  | O2 Arena, Prague Affluence : 8 063 Arbitres : Boris Krejić Gintaras Maciulis Ademir Zurapović |

### Serbie - Finlande
| 5 septembre 2022 21h00 | Rapport | Serbie                                             | 100-70                              | Finlande                                              |  | O2 Arena, Prague Affluence : 6 203 Arbitres : Fernando Calatrava Gvidas Gedvilas Yener Yılmaz |
| 5 septembre 2022 21h00 | Rapport | Score par quart-temps : 33-22, 29-12, 14-14, 24-22 |                                     |                                                       |  | O2 Arena, Prague Affluence : 6 203 Arbitres : Fernando Calatrava Gvidas Gedvilas Yener Yılmaz |
| 5 septembre 2022 21h00 | Rapport | Score par mi-temps : 62-34, 38-36                  |                                     |                                                       |  | O2 Arena, Prague Affluence : 6 203 Arbitres : Fernando Calatrava Gvidas Gedvilas Yener Yılmaz |
| 5 septembre 2022 21h00 | Rapport | Micić, 14 Jokić, 14 Jokić, 7 Jokić, 26             | Points Rebonds Passes d. Évaluation | Markkanen, 18 Markkanen, 7 Markkanen, 5 Markkanen, 22 |  | O2 Arena, Prague Affluence : 6 203 Arbitres : Fernando Calatrava Gvidas Gedvilas Yener Yılmaz |

### Pologne - Pays-Bas
| 6 septembre 2022 14h00 | Rapport | Pologne                                                  | 75-69                               | Pays-Bas                                 |  | O2 Arena, Prague Affluence : 1 867 Arbitres : Fernando Calatrava Péter Praksch Ventsislav Velikov |
| 6 septembre 2022 14h00 | Rapport | Score par quart-temps : 19-20, 12-20, 17-15, 27-14       |                                     |                                          |  | O2 Arena, Prague Affluence : 1 867 Arbitres : Fernando Calatrava Péter Praksch Ventsislav Velikov |
| 6 septembre 2022 14h00 | Rapport | Score par mi-temps : 31-40, 44-29                        |                                     |                                          |  | O2 Arena, Prague Affluence : 1 867 Arbitres : Fernando Calatrava Péter Praksch Ventsislav Velikov |
| 6 septembre 2022 14h00 | Rapport | Sokołowski, 24 Balcerowski, 7 Ponitka, 5 Balcerowski, 26 | Points Rebonds Passes d. Évaluation | Kloof, 26 Kherrazi, 4 Kloof, 4 Kloof, 26 |  | O2 Arena, Prague Affluence : 1 867 Arbitres : Fernando Calatrava Péter Praksch Ventsislav Velikov |

### Tchéquie - Finlande
| 6 septembre 2022 17h30 | Rapport | Tchéquie                                           | 88-98                               | Finlande                                             |  | O2 Arena, Prague Affluence : 10 381 Arbitres : Antonio Conde Boris Krejic Kerem Baki |
| 6 septembre 2022 17h30 | Rapport | Score par quart-temps : 18-29, 27-22, 14-21, 29-26 |                                     |                                                      |  | O2 Arena, Prague Affluence : 10 381 Arbitres : Antonio Conde Boris Krejic Kerem Baki |
| 6 septembre 2022 17h30 | Rapport | Score par mi-temps : 45-51, 43-47                  |                                     |                                                      |  | O2 Arena, Prague Affluence : 10 381 Arbitres : Antonio Conde Boris Krejic Kerem Baki |
| 6 septembre 2022 17h30 | Rapport | Hruban, 22 Veselý, 6 Satoranský, 10 Hruban, 23     | Points Rebonds Passes d. Évaluation | Markkanen, 34 Markkanen, 10 Maxhuni, 6 Markkanen, 34 |  | O2 Arena, Prague Affluence : 10 381 Arbitres : Antonio Conde Boris Krejic Kerem Baki |

### Serbie - Israël
| 6 septembre 2022 21h00 | Rapport | Serbie                                             | 89-78                               | Israël                                  |  | O2 Arena, Prague Affluence : 3 289 Arbitres : Gintaras Maciulis Yener Yılmaz Ademir Zurapovic |
| 6 septembre 2022 21h00 | Rapport | Score par quart-temps : 24-18, 26-20, 15-20, 24-20 |                                     |                                         |  | O2 Arena, Prague Affluence : 3 289 Arbitres : Gintaras Maciulis Yener Yılmaz Ademir Zurapovic |
| 6 septembre 2022 21h00 | Rapport | Score par mi-temps : 50-38, 39-40                  |                                     |                                         |  | O2 Arena, Prague Affluence : 3 289 Arbitres : Gintaras Maciulis Yener Yılmaz Ademir Zurapovic |
| 6 septembre 2022 21h00 | Rapport | Jokić, 29 Jokić, 11 Jokić, 5 Jokić, 46             | Points Rebonds Passes d. Évaluation | Madar, 20 Sorkin, 9 Avdija, 5 Madar, 20 |  | O2 Arena, Prague Affluence : 3 289 Arbitres : Gintaras Maciulis Yener Yılmaz Ademir Zurapovic |

### Finlande - Pays-Bas
| 8 septembre 2022 14h00 | Rapport | Finlande                                           | 88-67                               | Pays-Bas                                                      |  | O2 Arena, Prague Affluence : 4 619 Arbitres : Gintaras Maciulis Yener Yılmaz Ventsislav Velikov |
| 8 septembre 2022 14h00 | Rapport | Score par quart-temps : 26-11, 22-20, 28-18, 12-18 |                                     |                                                               |  | O2 Arena, Prague Affluence : 4 619 Arbitres : Gintaras Maciulis Yener Yılmaz Ventsislav Velikov |
| 8 septembre 2022 14h00 | Rapport | Score par mi-temps : 48-31, 40-36                  |                                     |                                                               |  | O2 Arena, Prague Affluence : 4 619 Arbitres : Gintaras Maciulis Yener Yılmaz Ventsislav Velikov |
| 8 septembre 2022 14h00 | Rapport | Markkanen, 22 Madsen, 6 Maxhuni, 5 Markkanen, 23   | Points Rebonds Passes d. Évaluation | De Jong, 21 Edwards, 5 Van der Vuurst de Vries, 5 De Jong, 21 |  | O2 Arena, Prague Affluence : 4 619 Arbitres : Gintaras Maciulis Yener Yılmaz Ventsislav Velikov |

### Tchéquie - Israël
| 8 septembre 2022 17h30 | Rapport | Tchéquie                                           | 88-77                               | Israël                                   |  | O2 Arena, Prague Affluence : 12 174 Arbitres : Boris Krejić Gvidas Gedvilas Ademir Zurapović |
| 8 septembre 2022 17h30 | Rapport | Score par quart-temps : 26-17, 27-20, 14-25, 21-15 |                                     |                                          |  | O2 Arena, Prague Affluence : 12 174 Arbitres : Boris Krejić Gvidas Gedvilas Ademir Zurapović |
| 8 septembre 2022 17h30 | Rapport | Score par mi-temps : 53-37, 35-40                  |                                     |                                          |  | O2 Arena, Prague Affluence : 12 174 Arbitres : Boris Krejić Gvidas Gedvilas Ademir Zurapović |
| 8 septembre 2022 17h30 | Rapport | Hruban, 25 Satoranský, 8 Satoranský, 11 Hruban, 23 | Points Rebonds Passes d. Évaluation | Madar, 16 Avdija, 8 Avdija, 11 Ginat, 23 |  | O2 Arena, Prague Affluence : 12 174 Arbitres : Boris Krejić Gvidas Gedvilas Ademir Zurapović |

### Serbie - Pologne
| 8 septembre 2022 21h00 | Rapport | Serbie                                             | 96-69                               | Pologne                                            |  | O2 Arena, Prague Affluence : 4 903 Arbitres : Fernando Caltrava Antonio Conde Kerem Baki |
| 8 septembre 2022 21h00 | Rapport | Score par quart-temps : 28-14, 24-19, 20-17, 24-19 |                                     |                                                    |  | O2 Arena, Prague Affluence : 4 903 Arbitres : Fernando Caltrava Antonio Conde Kerem Baki |
| 8 septembre 2022 21h00 | Rapport | Score par mi-temps : 52-33, 44-36                  |                                     |                                                    |  | O2 Arena, Prague Affluence : 4 903 Arbitres : Fernando Caltrava Antonio Conde Kerem Baki |
| 8 septembre 2022 21h00 | Rapport | Jokić, 19 Jokić, 5 Micić, 9 Jokić, 23              | Points Rebonds Passes d. Évaluation | Michalak, 17 Olejniczak, 5 Ponitka, 6 Michalak, 18 |  | O2 Arena, Prague Affluence : 4 903 Arbitres : Fernando Caltrava Antonio Conde Kerem Baki |